# Volucella
Volucella је род у породици осоликих мува - Syrphidae, и реду двокрилаца - Diptera. Широко су распрострањење у већем делу света.

## Опште карактеристике
Ларве ових осоликих мува су везане за гнезда оса или бумбара где су предатори њихових ларви или детритивори. Одрасле јединке се хране нектаром цвећа и често се виде како сунчају на лишћу. 

## Представници родаVolucellaу Србији[3]
- Volucella bombylans (Linnaeus, 1758)
- Volucella inanis (Linnaeus, 1758)
- Volucella pellucens (Linnaeus, 1758)
- Volucella inflata (Fabricius, 1794)
- Volucella zonaria (Poda, 1761)

## Врсте[4]
1. Volucella abditus Violovich, 1978
2. Volucella arctica Johnson, 1916
3. Volucella auropila Curran, 1928
4. Volucella basalis Brunetti, 1907
5. Volucella bella Barkalov, 2003
6. Volucella bivitta Huo, Ren & Zheng, 2007
7. Volucella bombylans (Linnaeus, 1758)
8. Volucella decorata Walker, 1859
9. Volucella dimidiata Sack, 1922
10. Volucella discolor Brunetti, 1908
11. Volucella elegans (Loew, 1862)
12. Volucella evecta Walker, 1852
13. Volucella facialis Williston, 1882
14. Volucella flavizona Cheng, 2012
15. Volucella flavolinea Hull, 1943
16. Volucella flavoscutella Sack, 1928
17. Volucella galbicorpus Cheng, 2012
18. Volucella inanis (Linnaeus, 1758)
19. Volucella inanoides Hervé-Bazin, 1923
20. Volucella inflata (Fabricius, 1794)
21. Volucella jeddona Bigot, 1876
22. Volucella laojunshanana Qiao & Qin, 2010
23. Volucella latifasciata Cheng, 2012
24. Volucella linearis Walker, 1852
25. Volucella liquida Erichson, 1841
26. Volucella liupanshanensis Huo, Yu & Wang, 2009
27. Volucella lividiventris Brunetti, 1908
28. Volucella malayana Curran, 1928
29. Volucella nigricans Coquillett, 1898
30. Volucella nigroabdominalis
31. Volucella nigropicta Portschinsky, 1883
32. Volucella nigropictoides Curran, 1925
33. Volucella nitidithorax Hull, 1941
34. Volucella niveipes Hull, 1943
35. Volucella peleterii Macquart, 1834
36. Volucella pellucens (Linnaeus, 1758)
37. Volucella plumatoides Hervé-Bazin, 1923
38. Volucella rotundata Edwards, 1919
39. Volucella ruficauda Brunetti, 1907
40. Volucella rufimargina Huo, Ren & Zheng, 2007
41. Volucella sichuanica Huo & Ren, 2006
42. Volucella surda Curran, 1928
43. Volucella suzukii Matsumura, 1916
44. Volucella tabanoides (Motschulsky, 1859)
45. Volucella taiwana Shiraki, 1930
46. Volucella terauchii Matsumura, 1916
47. Volucella thompsoni Choi, Ôhara & Han, 2006
48. Volucella ursina Meijere, 1904
49. Volucella varipila Coe, 1964
50. Volucellа vespimima Shiraki, 1930
51. Volucella violacea (Le Peletier & Audinet-Serville, 1828)
52. Volucella xanthopygata Curran, 1928
53. Volucella zibaiensis Huo, Ren & Zheng, 2007
54. Volucella zonaria (Poda, 1761)

## Галерија
- Volucella zonaria
- Volucella pellucens
- Volucella inflata
- Volucella elegans
- Volucella liquida